# وزیر ارشد (هند)
وزیر ارشد رئیس دولت منتخب هر ایالت از بین ۲۸ ایالت در هند و گاهی منتخب قلمرو اتحادیه است. در حال حاضر، تنها ایالت‌های دهلی، جامو و کشمیر (که در حال حاضر خالی هستند) و پودوچری وزرای ارشد دارند. طبق قانون اساسی هند، فرماندار رئیس ایالت است، اما قدرت اجرایی عملاً در اختیار وزیر ارشد است.

## فرایند انتخاب

### شرایط انتخاب
قانون اساسی هند صلاحیت‌های اصلی را تعیین کرده‌است که فرد باید واجد شرایط آن‌ها باشد تا بتواند به عنوان وزیر ارشد انتخاب شود. یک وزیر ارشد باید واجد شرایط زیر باشد:
- شهروند هند
- عضو مجمع قانون‌گذاری ایالتی
- حداقل سن ۲۵ سال و بالاتر[۲]

فردی که عضو مجمع قانون‌گذاری ایالتی نباشد می‌تواند به عنوان وزیر ارشد در نظر گرفته شود، مشروط بر اینکه ظرف شش ماه از تاریخ انتصاب خود، برای عضویت در مجمع قانونگذاری ایالتی انتخاب شود. در غیر این صورت، شخص دیگر وزیر ارشد نیست.

### انتخابات
وزیر ارشد از طریق رأی اکثریت اعضای مجمع قانون‌گذاری ایالتی به شخص پیشنهاد شده از طرف فرماندار ایالت که مرجع انتصاب است انتخاب می‌شود. وزیر ارشد برای مدت پنج‌ساله انتخاب می‌شود. اما با این حال تا زمان رضایت فرماندار می‌تواند در سمت خود باقی بماند.

### سوگند
از آنجا که طبق قانون اساسی، وزیر ارشد توسط فرماندار منصوب می‌گردد، ادای سوگند در برابر فرماندار ایالت انجام می‌شود.
سوگند مقام
من به نام خدا سوگند یاد می‌کنم / به‌طور جدی تأکید می‌کنم که به قانون اساسی هند، همان‌طور که در قانون مقرر شده‌است وفاداری خواهم داشت، من از حاکمیت و یکپارچگی هند حمایت کرده و صادقانه و با وجدان وظایفم را انجام خواهم داد. من به عنوان وزیر ارشد براساس قانون اساسی، بدون ترس یا لطف، محبت یا بدخواهی، حق همه مردم را ادا خواهم کرد.— قانون اساسی هند، جدول ۳، بند ۵
سوگند رازداری
اینجانب «نام وزیر»، به نام خدا سوگند یاد می‌کنم / به‌طور جدی تأکید می‌کنم که من به‌طور مستقیم یا غیرمستقیم موضوعی را که تحت بررسی من باشد یا برای من به عنوان وزیر ارشد «نام ایالت» شناخته شود، برای هیچ شخص یا اشخاصی ابلاغ یا افشا نخواهم کرد، مگر مواردی که برای انجام وظایفم به عنوان وزیر لازم باشد.— قانون اساسی هند، جدول ۳، بند ۶

### استعفا
در صورت استعفای وزیر ارشد، که معمولاً پس از یک انتخابات عمومی یا در طول مرحله انتقال اکثریت مجلس رخ می‌دهد، وزیر ارشد در حال کناره‌گیری عنوان غیررسمی وزیر ارشد «سرپرست» را تا زمانی که فرماندار، وزیر ارشد جدیدی را منصوب کند یا مجلس را منحل کند، حفظ می‌کند. از آنجا که این پست براساس قانون اساسی تعریف نشده‌است، سرپرست وزیر از تمام اختیارات یک وزیر ارشد معمولی برخوردار است، اما نمی‌تواند در طول مدت کوتاه تصدی خود به عنوان سرپرست، تصمیمات سیاسی بزرگ یا تغییرات عمده در کابینه اتخاذ کند.

## دستمزد
بر اساس ماده ۱۶۴ قانون اساسی هند، حقوق و دستمزد وزیر ارشد و سایر وزرا توسط مجمع ایالتی مربوطه تعیین می‌شود. تا زمانی که قانون‌گذار در مورد دستمزد تصمیم‌گیری نکند، حقوق‌ها باید بر اساس جدول دوم مشخص شود. بنابراین دستمزدها از ایالتی به ایالت دیگر متفاوت است. از سال ۲۰۱۹، بیش‌ترین حقوق توسط وزرای ارشد تلانگانا که به مبلغ ۴۱۰٬۰۰۰ روپیه (۵٬۱۰۰ دلار آمریکا) و کم‌ترین آن توسط وزرای ارشد تریپورا که به مبلغ ۱۰۵٬۵۰۰ روپیه (۱٬۳۰۰ دلار آمریکا) است به صورت قانونی دریافت می‌کنند.

## معاون وزیر
ایالت‌های مختلف در طول تاریخ معاونین وزیر را منصوب کرده‌اند، علیرغم اینکه در قانون اساسی چنین منصبی ذکر نشده‌است. دفتر معاون وزیر اغلب برای آرام کردن جناح‌های درون حزب یا برای ائتلاف استفاده می‌شود. این منصب شبیه به پست معاون نخست‌وزیر در دولت مرکزی هند است. در زمان غیبت وزیر ارشد، معاون وزیر می‌تواند ریاست جلسات کابینه را بر عهده داشته و اکثریت مجمع را رهبری کند. معاونان وزیران ارشد نیز سوگند محرمانه‌ای را در راستای آنچه که وزیر می‌پذیرد، یاد می‌کنند. این سوگند نیز جنجال‌هایی را برانگیخته است.